# Stadtkirche (Neuenbürg)

Stadtkirche in Neuenbürg

Die Stadtkirche in Neuenbürg im Enzkreis in Baden-Württemberg ist die evangelische Pfarrkirche der Stadt. Sie entstand im Zuge der Siedlungsgründung im 14. Jahrhundert im Tal unter der Neuen Burg mit der älteren Kirche St. Georg. Die Stadtkirche wurde 1594 und 1777 sowie nochmals nach dem Stadtbrand von 1783 erneuert.

## Geschichte
Nachdem sich unter der Neuen Burg anfangs ein Burgweiler auf halber Höhe des Schlossbergs um die alte Kirche St. Georg befand, verlagerte sich der Siedlungsschwerpunkt im 14. Jahrhundert ins Tal, wo die heutige Stadt Neuenbürg entstand. Eine Kirche Zu unseren Lieben Frauen wurde 1393 erstmals erwähnt. 1586 wird das Kirchlein im Städtlein als turmloses Gebäude von 11 Meter Länge und 7,20 Meter Breite mit einem Dachreiter mit zwei Glocken beschrieben. Die umliegenden Gebäude sollen die kleine Kirche überragt haben.
1594 erfolgte ein Neubau mit etwa doppelter Breite und Länge sowie einem 19 Meter hohen Turm. Die Vergrößerung der Kirche war zu Lasten des ohnehin begrenzten umgebenden Raumes erfolgt und die Kirche stand äußerst gedrängt an den Nachbargebäuden. Nach Süden waren nur etwa 60 cm Platz zum nächsten Gebäude. 1688 wurde die Kirche nach Norden verbreitert. 1733 wurde der Turm umgebaut. Die Statik der Kirche war jedoch ungenügend, so dass die Last des Dachstuhls die Außenmauern umzudrücken drohte.
Nachdem die Kirchengemeinde das südlich dicht angrenzende Gebäude erwerben konnte, überlegte man zunächst eine Verbreiterung der Kirche nach Süden, entschloss sich dann jedoch wegen der bereits bekannten statischen Mängel für einen kompletten Neubau, für den weitere Grundstücke erworben werden mussten. Im Dezember 1777 wurde der barock ausgeführte Neubau eingeweiht. Er hatte jedoch nur sechs Jahre Bestand und wurde beim Stadtbrand 1783 vernichtet.
Nach Plänen von Land-Oberbauinspektor Johann Adam Groß entstand darauf bis 1788 ein erneuter Neubau in seiner heutigen Gestalt, der im Wesentlichen den Abmessungen des Baus von 1777 folgt, jedoch deutlich schlichter ausgeführt ist. Die Kirche wurde in den 1950er Jahren und nochmals 1978 renoviert und erhielt 1971 eine neue Orgel.

## Beschreibung
Die Stadtkirche ist ein Saalbau mit geschwungener Westturmfassade. Ihr Baustil ist eine Übergangsform vom Barock zum Klassizismus, da man noch einige barocke Elemente des nur kurz bestehenden Vorgängerbaus wie den geschweiften Westgiebel übernommen hatte, im Stil der Zeit jedoch beim Neubau 1788 bereits auf eine klassizistisch vereinfachte, auf Rechtecke und Kreise reduzierte Formensprache für die Gliederung der Fassade mit Rundbogenfenstern, Ochsenaugen, Lisenen und anderem zurückgriff.
Im Westen der umlaufenden einstöckigen Empore ist die Orgel, im Osten ein Kanzelaltar eingebaut.
Die Orgel wurde 1971 von der Orgelbaufirma Mühleisen (Straßburg) erbaut. Das Schleifladen-Instrument hat 27 Register auf zwei Manualwerken und Pedal. Die Spieltrakturen sind mechanisch, die Registertraktur ist elektropneumatisch. Das Gehäuse wurde 1740 von Johann Adam Schmahl errichtet.
| I Hauptwerk C–g3 |            |     |
| 1.               | Bourdon    | 16′ |
| 2.               | Prinzipal  | 8′  |
| 3.               | Flöte      | 8′  |
| 4.               | Oktave     | 4′  |
| 5.               | Rohrflöte  | 4′  |
| 6.               | Schwiegel  | 2′  |
| 7.               | Mixtur III |     |
| 8.               | Zimbel     |     |
| 9.               | Trompete   | 8′  |

| II Schwellwerk C–g3 |                 |       |
| 10.                 | Gedeckt         | 8′    |
| 11.                 | Gamba           | 8′    |
| 12.                 | Geigenprinzipal | 4′    |
| 13.                 | Rohrflöte       | 4′    |
| 14.                 | Nasat           | 2 ⁄3′ |
| 15.                 | Blockflöte      | 2′    |
| 16.                 | Terz            | 1′    |
| 17.                 | Quinte          | 1 ⁄3′ |
| 18.                 | Scharf III      |       |
| 19.                 | Hautbois        | 8′    |

| Pedalwerk C–f1 |                      |     |
| 20.            | Subbaß               | 16′ |
|                | Zartbaß (aus Nr. 20) | 16′ |
| 21.            | Oktavbaß             | 8′  |
| 22.            | Spitzflöte           | 8′  |
| 23.            | Flöte                | 4′  |
| 24.            | Pedalmixtur          |     |
| 25.            | Posaune              | 16′ |
| 26.            | Trompete             | 8′  |
| 27.            | Clairon              | 4′  |